# FV102 Striker
A FV102 Striker a Brit Szárazföldi Erők harckocsivadásza.

## Jellemzők
Az FV102 Striker egy Swingfire optikai nyomkövető, vezetékes irányítású rendszerrel felszerelt harckocsivadász, a CVR(T)(Combat Vehicle Reconnaissance, Harci Felderítő Jármű) család tagja. A harckocsi öt rakétát szállít tüzelésre készen, ötöt pedig a rakterében. A rakétaállvány 35°-os szögben tüzel. A cél kiválasztása és megjelölése közben a jármű fedezékben maradhat, a teljes egyenestől a rakéta akár 90°-kal is eltérhet a kilövés után, így követheti a mozgó célpontot is. A rakéták üreges támadófejjel vannak felszerelve a rávezetés joystick irányítással történik (MCLOS - Manuális Irányítás az Irányzóvonalon), későbbi fejlesztéseken (SACLOS - Félautomata Irányítás az Irányzóvonalon).

## Alkalmazás
A Striker 1976-ban kezdte meg szolgálatát a Királyi Tüzérség (British Army on the Rhine – Rajnai Brit Erők, BOAR) kötelékében, de átkerült a Királyi Páncélos Erőkhöz. Jelenleg a felderítő erőknél van szolgálatban.

## Alkalmazók
- Belgium hadereje
- Egyesült Királyság hadereje

## Kapcsolódó oldalak
- FV102 Striker - Arcane Fighting Vehicles
- Striker - FAS
- Striker - Global Security